# Air Dolomiti
Air Dolomiti S.p.A. L.A.R.E. (Regionale Europäische Fluggesellschaften) ist eine italienische Fluggesellschaft der Lufthansa Group, mit Geschäfts- und Verwaltungssitz in Villafranca di Verona. Ihre Drehkreuze sind der Flughafen München und der Flughafen Frankfurt Main. 
Obwohl Air Dolomiti zu 100 % von der Lufthansa kontrolliert wird, hat die Gesellschaft ihren selbstständigen Außenauftritt beibehalten und führt überdies die Schulung ihres Personals in eigener Regie durch.

## Geschichte

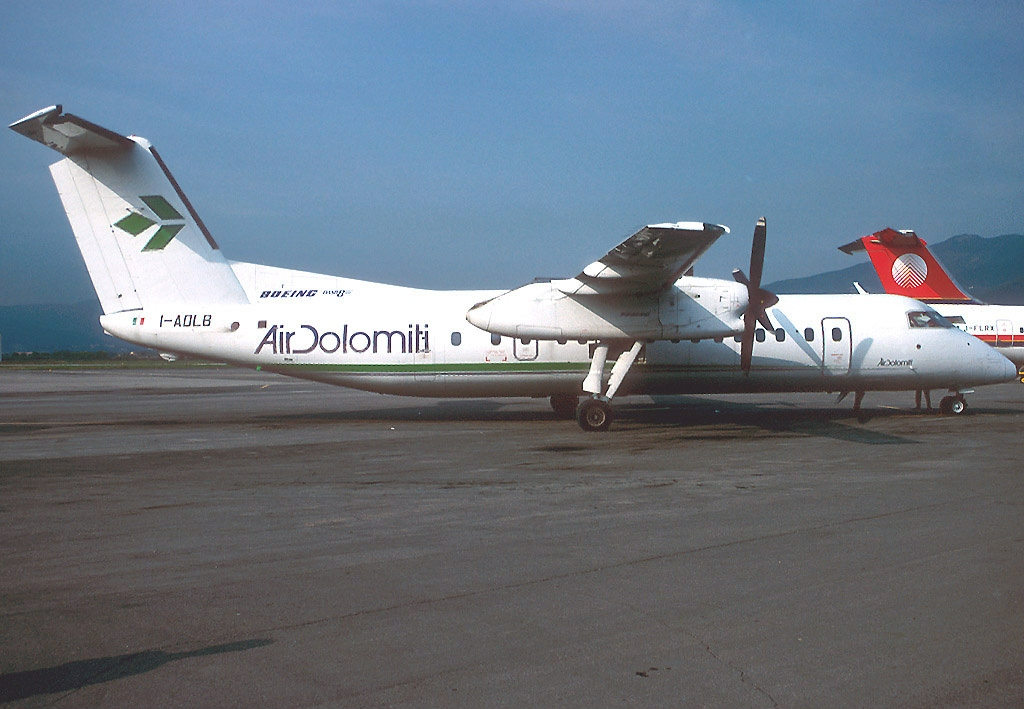
De Havilland DHC-8-300 der Air Dolomiti im Jahr 1993

Air Dolomiti wurde 1991 auf Initiative des Unternehmers Alcide Domenico Leali aus Brescia durch den Eisen- und Stahlkonzern Leali gegründet. Die ersten Flüge gingen von Triest nach Genua im Rahmen des interregionalen Transports, doch schon im Jahr darauf wurden die ersten Flüge von Verona nach München getätigt. Eingesetzt wurde dabei die De Havilland Canada DHC-8 Serie 300, eine zweimotorige Turboprop-Maschine mit 50 Plätzen.
Im Jahr 1993 kamen 5 ATR42-320 in der Sonderanfertigung mit 46 Plätzen hinzu. Im selben Jahr wurde ein kommerzielles Abkommen zwischen Air Dolomiti und Lufthansa für die Flüge von Triest nach München geschlossen.
Im Jahr 1994 wurde Air Dolomiti „Partner of Lufthansa“, mit der Absicht, die erste regionale Fluggesellschaft auf europäischer Ebene zu werden.
Ende der 90er Jahre kam es zu einer Zusammenarbeit mit dem anderen Luftfahrtunternehmen aus Venetien: Alpi Eagles. In diesem Zusammenhang wurden die Fokker 100 von Alpi Eagles in ihrem Inneren entsprechend dem Design von Air Dolomiti vollkommen neu ausgestattet. Dank ihrer Partnerschaft konnten es die beiden Unternehmen auf den Strecken von Venedig nach Barcelona und Paris mit wesentlich größeren Fluggesellschaften aufnehmen.
Am 7. November 1999 kam es mit der Fokker 100 der venezianischen Gesellschaft, die mit dem Design von Air Dolomiti flog, beim Landen in Barcelona zu einem Unfall, jedoch ohne jegliche Folgen für Passagiere und Besatzung.
Nach mehreren Jahren der Zusammenarbeit erwarb Lufthansa im Januar 1999 26 % des Aktienkapitals der Fluggesellschaft. Im selben Jahr wurde ihr von Arthur Andersen/Il Sole 24 Ore der „Customer Satisfaction Award 1999“ verliehen, eine Auszeichnung für den Einsatz und die Bemühungen der Gesellschaft ihren Fluggästen gegenüber.
Im Jahr 2001 wurde Air Dolomiti zum Launch Customer der Maschinen Bombardier CRJ-200 für den europäischen Markt, die auch die ersten Düsenmaschinen für die Gesellschaft waren.
Im Juli 2003 erwarb Lufthansa die restlichen 74 % der Gesellschaft und ernannte Michael Andreas Kraus zum Vorsitzenden und Geschäftsführer des Unternehmens.
Im Jahr 2004 wurde die viermotorige englische Maschine BAe 146-300 in der Sonderanfertigung mit 99 Plätzen eingeführt und zwei Jahre später wurden alle Maschinen auf die Namen der berühmtesten Opern italienischer Komponisten getauft.
Am 27. Januar 2009 wurde die Gesellschaft zum italienischen Launch Customer für die neuen Embraer E-190-200, üblicherweise als Embraer 195 bezeichnet, welche die BAe 146-300 nach und nach ablösten.
Am 26. Januar 2011 teilte Lufthansa die Ernennung des Geschäftsführers von Air Dolomiti, Michael Kraus, zum Geschäftsführer von Lufthansa Italia mit, sozusagen einer „Abteilung Italien“ von Lufthansa unter ihrer Kontrolle.
Am 23. Mai 2011 wurde dann die Schließung von Lufthansa Italia mit dem Ende des IATA-Sommerflugplans (29. Oktober 2011) angekündigt, wobei die Absicht darin bestand, das Wachstum von Air Dolomiti zu unterstützen, um die starke Präsenz von Lufthansa zu konzentrieren, ohne zu einer Fragmentierung der Tätigkeiten zu führen.
Im Dezember 2012 beschloss der Verwaltungsrat von Lufthansa einen Abbau bei Air Dolomiti und verfügte den Verkauf der ATR-Maschinen. Dadurch wurden 116 Mitarbeiter der ATR-Flotte auf die Mobilitätsliste gesetzt, die Gesamtanzahl der Maschinen wurde auf 10 reduziert.
Nach 11 Jahren an der Spitze des Unternehmens übergab Michael Kraus seinen Posten an Jörg Eberhart, der vom 1. September 2014 bis Ende September 2021 Chairman und CEO von Air Dolomiti war.
Im Jahr 2017 kam eine elfte Maschine zur Flotte hinzu, und zwar eine Embraer 195 mit 120 Plätzen, die vormals zur Lufthansa CityLine gehörte. In den Jahren danach wurden zwei weitere Flugzeuge der Lufthansa CityLine eingeführt, daher verfügte Air Dolomiti zu dieser Zeit über 13 Flugzeuge.
Steffen Harbarth ist seit dem 1. Januar 2022 neuer CEO.

## Strategie
Air Dolomiti gehörte zur Lufthansa Regional, einer Gruppe deutscher regionaler Luftfahrtgesellschaften, die Lufthansa erworben hatte und kontrollierte. Obwohl die anderen Gesellschaften der Gruppe alle dasselbe Design benutzten und derselben Verwaltung unterstanden, hat Air Dolomiti ihre „Identität“ bewahrt, indem sie mit ihrem eigenen Design fliegt und auch in Bezug auf den Betrieb über eine gewisse Unabhängigkeit verfügt.
Heute tätigt das Unternehmen etwa 450 Flüge wöchentlich, die Zielflughäfen liegen in Italien und Mitteleuropa. 2017 hat die Gesellschaft über 2 Millionen Passagiere befördert, zum größten Teil Geschäftsreisende.

## Zusammenarbeit
Im Laufe der Jahre hat Air Dolomiti bedeutende Sponsorings abgeschlossen: Der Bordservice Settimocielo hat mit Köchen von der Größe eines Simone Rugiati (2015) oder eines Giancarlo Perbellini (2016), mit den JRE Jeunes Restaurateurs (2017) sowie mit Weinkellereien von europäischem und internationalem Ruf zusammengearbeitet wie: Aneri, Marchesi Antinori und Masi. Der Wein des letztgenannten Unternehmens ist außerdem zum Wein des Jahres Air Dolomiti für ganz 2018 ernannt worden.

## Flotte

### Aktuelle Flotte
Mit Stand Mai 2025 besteht die Flotte der Air Dolomiti aus 26 Flugzeugen mit einem Durchschnittsalter von 15,0 Jahren:
| Flugzeugtyp     | Anzahl | bestellt | Anmerkungen | Sitzplätze | Durchschnittsalter |
| --------------- | ------ | -------- | ----------- | ---------- | ------------------ |
| Embraer ERJ-190 | 09     |          |             | 100        | 15,1 Jahre         |
| Embraer ERJ-195 | 17     |          |             | 122        | 14,9 Jahre         |
| Gesamt          | 26     | -        |             |            | 15,0 Jahre         |

Einige Flugzeuge der Gesellschaft sind als Hommage an die Stadt Verona und ihr antikes Amphitheater Arena di Verona nach Opern berühmter italienischer Komponisten benannt.

### Aktuelle Sonderbemalungen
| Flugzeugtyp | Luftfahrzeugkennzeichen | Bemalung        | Bild |
| ----------- | ----------------------- | --------------- | ---- |
| Embraer 195 | I-ADJV                  | „Star Alliance“ |      |

### Ehemalige Flugzeugtypen
In der Vergangenheit setzte Air Dolomiti unter anderem folgende Flugzeugtypen ein:
- ATR 42-300/500
- ATR 72-200/500
- BAe 146-300
- Bombardier CRJ200
- De Havilland DHC-8-300
- Fokker 100

## Zwischenfälle
Air Dolomiti verzeichnet in ihrer Geschichte zwei Zwischenfälle:
- Am 24. August 2008 kam es auf dem Rollfeld des Flughafens München zu einem Fahrwerksbrand bei einer ATR 72-500 (Luftfahrzeugkennzeichen I-ADLM), der bereits Startfreigabe erteilt worden war. Um die Kollision mit einem sich im Landeanflug befindlichen Flugzeug zu verhindern, wurde die Maschine zum Abbruch des Starts und sofortigen Verlassen der Startbahn aufgefordert. Die ATR 72-500 parkte auf dem Rollhalt B14, wo die Besatzung eine erhöhte Bremsentemperatur feststellte. Die Maschine wurde evakuiert und der Brand gelöscht. Ursachen des Brandes waren ein gerissener und zwei deformierte Bremszylinder am inneren Rad des linken Fahrwerks. Diese Beschädigungen gingen auf Überhitzung zurück.[16]
- Am 17. Mai 2012 musste eine ATR 72-500 (Luftfahrzeugkennzeichen I-ADCD) auf dem Flughafen München notlanden. Ungefähr 15 Minuten nach dem Start um 13:34 Uhr bildete sich Rauch in der Kabine des Flugzeugs. Kurz vor der Landung kam es zu einer Feuerwarnmeldung für das rechte Triebwerk, welches daraufhin abgeschaltet wurde. Nachdem die Maschine aufgesetzt hatte, kam sie aufgrund einer Blockade der Seitenrudersteuerung von der Landebahn ab, rutschte 90 Meter über eine Wiese und kam ca. 60 Meter vor dem Zaun des Flughafengeländes mit beschädigtem Bugfahrwerk zum Stehen. Die an Bord befindlichen 62 Personen, davon vier Crewmitglieder, verließen das Flugzeug. Fünf Passagiere wurden leicht verletzt; einige klagten über Kreislaufprobleme. Die betroffene Landebahn musste eine Stunde komplett gesperrt werden, es kam zu Verspätungen, Umleitungen und mehreren Flugstreichungen.[17][18]

## Belege
1. ↑  Aviation Photo #0042596: Fokker 100 (F28-0100) - Air Dolomiti (Alpi Eagles). Abgerufen am 21. Juli 2018.
2. ↑  Unfallbericht Fokker 100 I-ALPL, Aviation Safety Network (englisch), abgerufen am  20. Oktober 2024.
3. ↑  Lufthansa - Lufthansa restructures passenger business organisation. 29. April 2012, archiviert vom Original; abgerufen am 21. Juli 2018. abgerufen am 13. Mai 2023
4. ↑  DUESSE COMMUNICATION S.r.l.: Lufthansa Italia cambia volto, Michael Kraus nuovo ad. In: Business People. (businesspeople.it [abgerufen am 21. Juli 2018]).
5. ↑  Lufthansa - Lufthansa changes its Italy strategy. 3. September 2011, archiviert vom Original am 3. September 2011; abgerufen am 21. Juli 2018. abgerufen am 13. Mai 2023
6. ↑  Margie C. Gauntt, Brian Smith: Naval Aviation News Article on Fleet Support: Supporting the Fleet"". Defense Technical Information Center, Fort Belvoir, VA 1. Januar 1998, doi:10.21236/ada350764.
7. ↑  Jörg Eberhart ist neuer Präsident und Vorstandsvorsitzender | Air Dolomiti. Abgerufen am 21. Juli 2018.
8. ↑  News, events and partnerships | Air Dolomiti. Abgerufen am 19. Juli 2019.
9. ↑  Air Dolomiti: Menù di Natale 2016 by Giancarlo Perbellini. 1. Dezember 2016, abgerufen am 21. Juli 2018.
10. ↑  Unsere Videos. Archiviert vom Original (nicht mehr online verfügbar) am 21. Juli 2018; abgerufen am 21. Juli 2018.
11. ↑  Masi Agricola Weinkellerei des Jahres. Abgerufen am 21. Juli 2018.
12. 1 2  Air Dolomiti Fleet Details and History. In: planespotters.net. 20. Mai 2025, abgerufen am 21. Mai 2025 (englisch).
13. ↑  https://cms.airdolomiti.it/wp-content/uploads/2022/09/E95-SEAT-MAP-JRTP_settembre2022.pdf abgerufen am 29. Dezember 2022
14. ↑  Taufnamen der Lufthansa Regional. Archiviert vom Original (nicht mehr online verfügbar) am 30. Oktober 2012; abgerufen am 13. März 2016.
15. ↑  Daten über die Fluggesellschaft Air Dolomiti  im Aviation Safety Network (englisch)
16. ↑  Kostrzewa: Untersuchungsbericht der Bundesstelle für Flugunfalluntersuchung (BFU), Aktenzeichen: AX003-08 v. 6. August 2015. (PDF) BFU, 6. August 2015, abgerufen am 6. April 2016.
17. ↑  Simon Hradecky: Accident: Dolomiti AT72 at Munich on May 17th 2012, smoke in cockpit, engine problem, runway excursion on landing. In: The Aviation Herald. 18. Mai 2012, abgerufen am 12. März 2016.
18. ↑  Zwischenbericht. (PDF) In: Bulletin Mai 2012. BFU, 2012, S. 48-55, abgerufen am 20. März 2016.